# كفر أبو ذكري (القليوبية)
كفر أبو ذكري إحدى قرى مركز بنها التابع لمحافظة القليوبية بجمهورية مصر العربية.

## السكان
بلغ عدد سكان كفر أبو ذكري 4,110 نسمة، حسب الإحصاء الرسمي لعام 2006.